# Эстеван, Иури
Иури да Кунья Эстеван (порт. Iuri da Cunha Estevão, род. 7 февраля 1983) — бразильский борец греко-римского стиля, призёр панамериканских чемпионатов.

## Биография
Родился в 1983 году в Белене. В 2001 году принял участие в чемпионате мира, но занял там лишь 34-е место. В 2005 году стал бронзовым призёром панамериканского чемпионата. В 2007 году занял 7-е место на Панамериканских играх и 8-е — на панамериканском чемпионате.